# Subantarctia trina
Subantarctia trina là một loài nhện trong họ Orsolobidae.
Loài này thuộc chi Subantarctia. Subantarctia trina được Raymond Robert Forster & Norman I. Platnick miêu tả năm 1985.